# Savigny (Manche)
Savigny település Franciaországban, Manche megyében. Lakosainak száma 433 fő (2022. január 1.). Savigny Belval, Cametours, Camprond, Le Lorey, Montpinchon és Ouville községekkel határos.

## Népesség
A település népessége az elmúlt években az alábbi módon változott:
| Lakosok száma | 410  | 344  | 323  | 353  | 432  | 441  | 446  | 450  | 445  | 433  |
|               | 1968 | 1982 | 1990 | 2006 | 2013 | 2015 | 2017 | 2019 | 2020 | 2022 |